# Experimento

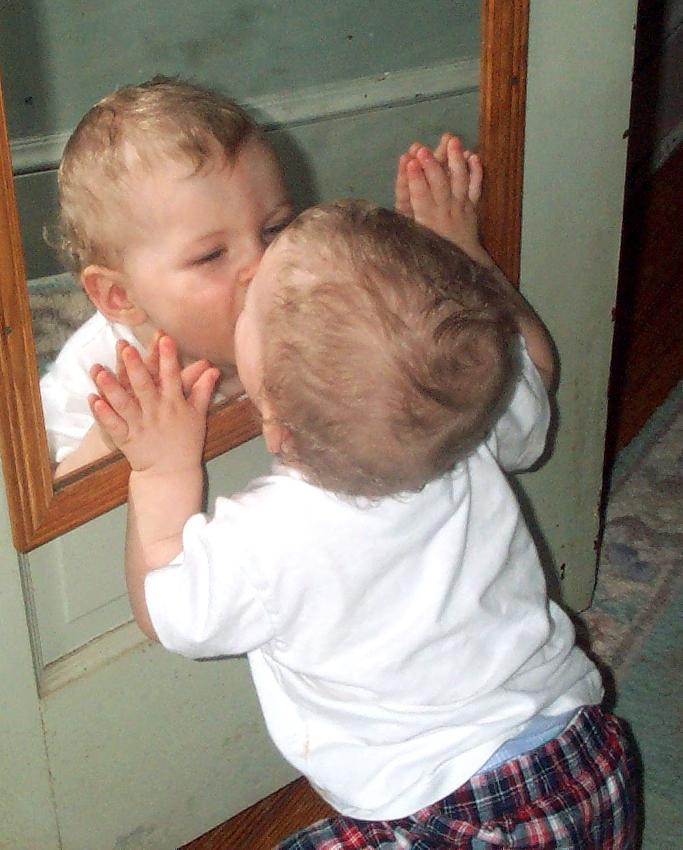
Incluso niños muy pequeños realizan experimentos rudimentarios para aprender sobre el mundo y cómo funcionan las cosas.

Un experimento es un procedimiento llevado a cabo para apoyar, refutar, o validar una hipótesis. Los experimentos proporcionan idea sobre causa-y-efecto por la demostración del resultado, que ocurre cuándo un factor particular es manipulado. Los experimentos varían mucho en objetivo y escala, pero se apoyan en la repetición de procedimientos y análisis lógico y estadístico de los resultados. Allí también existen estudios experimentales naturales.
Un niño puede realizar experimentos básicos para comprender el efecto de la gravedad, mientras que los equipos de científicos pueden tomar años de investigación sistemática para avanzar en su comprensión de un fenómeno. Los experimentos y otros tipos de actividades prácticas son muy importantes para el aprendizaje de los alumnos en el aula de ciencias. Los experimentos pueden elevar los puntajes de las evaluaciones y ayudar a un estudiante a involucrarse más e interesarse en el material que está aprendiendo, especialmente cuando se usa con frecuencia. Los experimentos pueden variar desde comparación personal e informal natural (por ejemplo, probar una variedad de chocolates para encontrar uno favorito), hasta aquellos que son altamente controlados (por ejemplo, pruebas que requieren aparatos complejos que sean supervisados por muchos científicos que esperan descubrir información sobre partículas subatómicas). Los usos de los experimentos varían considerablemente entre las ciencias naturales y humanas. 
Aquellos experimentos que típicamente incluyen controles, diseñados para reducir los efectos de variables distintas de la variable independiente única. Esto aumenta la fiabilidad de los resultados, a menudo a través de una comparación entre las mediciones de control y las otras mediciones. Los controles científicos son parte del método científico . Es ideal que, todas las variables en un experimento estén controladas (tomadas en cuenta por las mediciones de control) y ninguna está fuera de control. En tal experimento, si todos los controles funcionan como se espera, es posible concluir que el experimento funciona según lo previsto, y que los resultados se deben al efecto de la variable probada.

## Visión general
En el método científico, un experimento es un procedimiento empírico que arbitra modelos o hipótesis en competencia. Los investigadores también usan los experimentos para evaluar teorías existentes o nuevas hipótesis para apoyarlas o refutarlas.
Un experimento, generalmente evalúa una hipótesis, que es una expectativa sobre cómo funciona un proceso o fenómeno en particular. Sin embargo, un experimento también puede tener como objetivo el responder a una pregunta de "qué si", sin una expectativa específica sobre lo que revela el experimento, o para confirmar resultados previos. Si en el experimento se llevan a cabo los cuidados necesarios, los resultados generalmente respaldan o refutan la hipótesis. Según algunas filosofías de la ciencia, un experimento nunca puede "probar" una hipótesis, solo puede añadir apoyo. Por otro lado, un experimento que proporciona un contraejemplo puede refutar una teoría o hipótesis, pero una teoría siempre puede salvarse mediante modificaciones ad hoc apropiadas a expensas de la simplicidad. Un experimento también debe controlar los posibles factores de confusión, cualquier factor que estropee la precisión o la repetición del experimento o la capacidad de interpretar los resultados. La confusión se elimina comúnmente mediante controles científicos y/o, en experimentos aleatorios, mediante una asignación aleatoria . 
En ingeniería y ciencias físicas, los experimentos son un componente primario del método científico. Se utilizan para probar teorías e hipótesis sobre cómo funcionan los procesos físicos bajo condiciones particulares (por ejemplo, si un proceso de ingeniería en forma particular puede producir un compuesto químico deseado). Típicamente, los experimentos en estos campos se enfocan en la replicación de procedimientos idénticos con la esperanza de producir resultados idénticos en cada réplica. La asignación aleatoria es poco común. 
En medicina y las ciencias sociales, la prevalencia de la investigación experimental varía ampliamente entre las disciplinas. Sin embargo, cuando se usan, los experimentos suelen seguir la forma del ensayo clínico, donde las unidades experimentales (generalmente seres humanos individuales) se asignan aleatoriamente a un tratamiento o control de condición, donde se evalúan uno o más resultados. En contraste con las normas de las ciencias físicas, el enfoque generalmente está en el efecto promedio del tratamiento (la diferencia en los resultados entre los grupos de tratamiento y control) u otra prueba estadística  producida por el experimento. Por lo general, un solo estudio no implica replicaciones del experimento, pero se pueden agregar estudios separados mediante una revisión sistemática y un metanálisis . 
Existen varias diferencias en la práctica experimental en cada una de las ramas de la ciencia . Por ejemplo, la investigación agrícola con frecuencia utiliza experimentos aleatorios (por ejemplo, para evaluar la efectividad comparativa de diferentes fertilizantes), mientras que la economía experimental confrecuencia implica pruebas experimentales de comportamientos humanos teorizados sin depender de la asignación aleatoria de individuos a condiciones de tratamiento y control. 

## Historia
Uno de los primeros enfoques metódicos de los experimentos en el sentido moderno es visible en los trabajos del matemático y erudito árabe Alhacén . El condujo sus experimentos en el campo de la óptica, retomando los problemas ópticos y matemáticos en los trabajos de Ptolomeo, controlando sus experimentos debido a factores como la autocrítica, la confianza en los resultados visibles de los experimentos, así como una crítica en términos de resultados anteriores. El cuenta como uno de los primeros académicos que utiliza un método inductivo-experimental para lograr resultados. En su libro "Óptica" describe el enfoque fundamentalmente nuevo del conocimiento y la investigación en un sentido experimental: 

We should, that is, recommence the inquiry into its principles and premisses, beginning our investigation with an inspection of the things that exist and a survey of the conditions of visible objects. We should distinguish the properties of particulars, and gather by induction what pertains to the eye when vision takes place and what is found in the manner of sensation to be uniform, unchanging, manifest and not subject to doubt. After which we should ascend in our inquiry and reasonings, gradually and orderly, criticizing premisses and exercising caution in regard to conclusions—our aim in all that we make subject to inspection and review being to employ justice, not to follow prejudice, and to take care in all that we judge and criticize that we seek the truth and not to be swayed by opinion. We may in this way eventually come to the truth that gratifies the heart and gradually and carefully reach the end at which certainty appears; while through criticism and caution we may seize the truth that dispels disagreement and resolves doubtful matters. For all that, we are not free from that human turbidity which is in the nature of man; but we must do our best with what we possess of human power. From God we derive support in all things.

De acuerdo a su explicación, es necesaria una ejecución de prueba estrictamente controlada con sensibilidad para la subjetividad y susceptibilidad de los resultados debido a la naturaleza del hombre. Además, es necesaria una visión crítica en los resultados y aquellos resultados de los estudiosos anteriores: 

It is thus the duty of the man who studies the writings of scientists, if learning the truth is his goal, to make himself an enemy of all that he reads, and, applying his mind to the core and margins of its content, attack it from every side. He should also suspect himself as he performs his critical examination of it, so that he may avoid falling into either prejudice or leniency.

Por tanto, una comparación de los resultados de estudiosos anteriores con los resultados experimentales es necesaria para un experimento objetivo; los resultados visibles son más importantes. Al final, esto puede significar que un investigador experimental debe encontrar el coraje suficiente para descartar opiniones o resultados tradicionales, especialmente si estos resultados no son experimentales, sino que resultan de una derivación lógica/mental. En este proceso de consideración crítica, el hombre mismo no debe olvidar que tiende a opiniones subjetivas, a través de "prejuicios" y "clemencia", y por lo tanto tiene que ser crítico sobre su propia forma de construir hipótesis. 
Francis Bacon (1561–1626), un  filósofo Inglés y científico activo en el siglo XVII, se convirtió en un defensor influyente de la ciencia experimental en el Renacimiento Inglés. No estuvo de acuerdo con el método de responder preguntas científicas por deducción—similar a Ibn al-Haytham—y lo describe como sigue: "Having first determined the question according to his will, man then resorts to experience, and bending her to conformity with his placets, leads her about like a captive in a procession." Bacon quería un método que se basara en observaciones repetibles o experimentos. Notablemente, primero ordenó el método científico tal como lo entendemos hoy.

There remains simple experience; which, if taken as it comes, is called accident, if sought for, experiment. The true method of experience first lights the candle [hypothesis], and then by means of the candle shows the way [arranges and delimits the experiment]; commencing as it does with experience duly ordered and digested, not bungling or erratic, and from it deducing axioms [theories], and from established axioms again new experiments.: 101 

En los siglos siguientes, las personas que aplicaron el método científico en diferentes áreas hicieron importantes avances y descubrimientos. Por ejemplo, Galileo Galilei (1564–1642) midió con precisión el tiempo y experimentó para hacer mediciones y conclusiones precisas sobre la velocidad de una caída del cuerpo. Antoine Lavoisier (1743-1794), un químico francés, uso experimentos para describir nuevas áreas, como la combustión y la bioquímica, y para desarrollar la teoría de la conservación de la masa (materia). Louis Pasteur (1822-1895) utilizó el método científico para refutar la teoría predominante de la generación espontánea y para desarrollar la teoría de los gérmenes de la enfermedad . Debido a la importancia de controlar las variables potencialmente confusas, se prefiere el uso de experimentos de laboratorio bien diseñados cuando sea posible. 
A principios del siglo XX se produjo un progreso considerable en el diseño y análisis de experimentos, con contribuciones de estadísticos como Ronald Fisher (1890–1962), Jerzy Neyman (1894–1981), Oscar Kempthorne (1919–2000), Gertrude Mary Cox (1900-1978) y William Gemmell Cochran (1909-1980), entre otros.

## Tipos de experimento
Los experimentos pueden clasificarse según una serie de dimensiones, dependiendo de las normas y estándares profesionales en diferentes campos de estudio. En algunas disciplinas (por ejemplo, psicología o ciencias políticas ), un "experimento verdadero" es un método de investigación social en el que existen dos tipos de variables . El experimentador manipula la variable independiente y se mide la variable dependiente . La característica significante de un verdadero experimento es que asigna aleatoriamente a los sujetos para neutralizar el sesgo del experimentador y asegura, durante un gran número de iteraciones del experimento, que controla todos los factores de confusión .

### Experimentos controlados

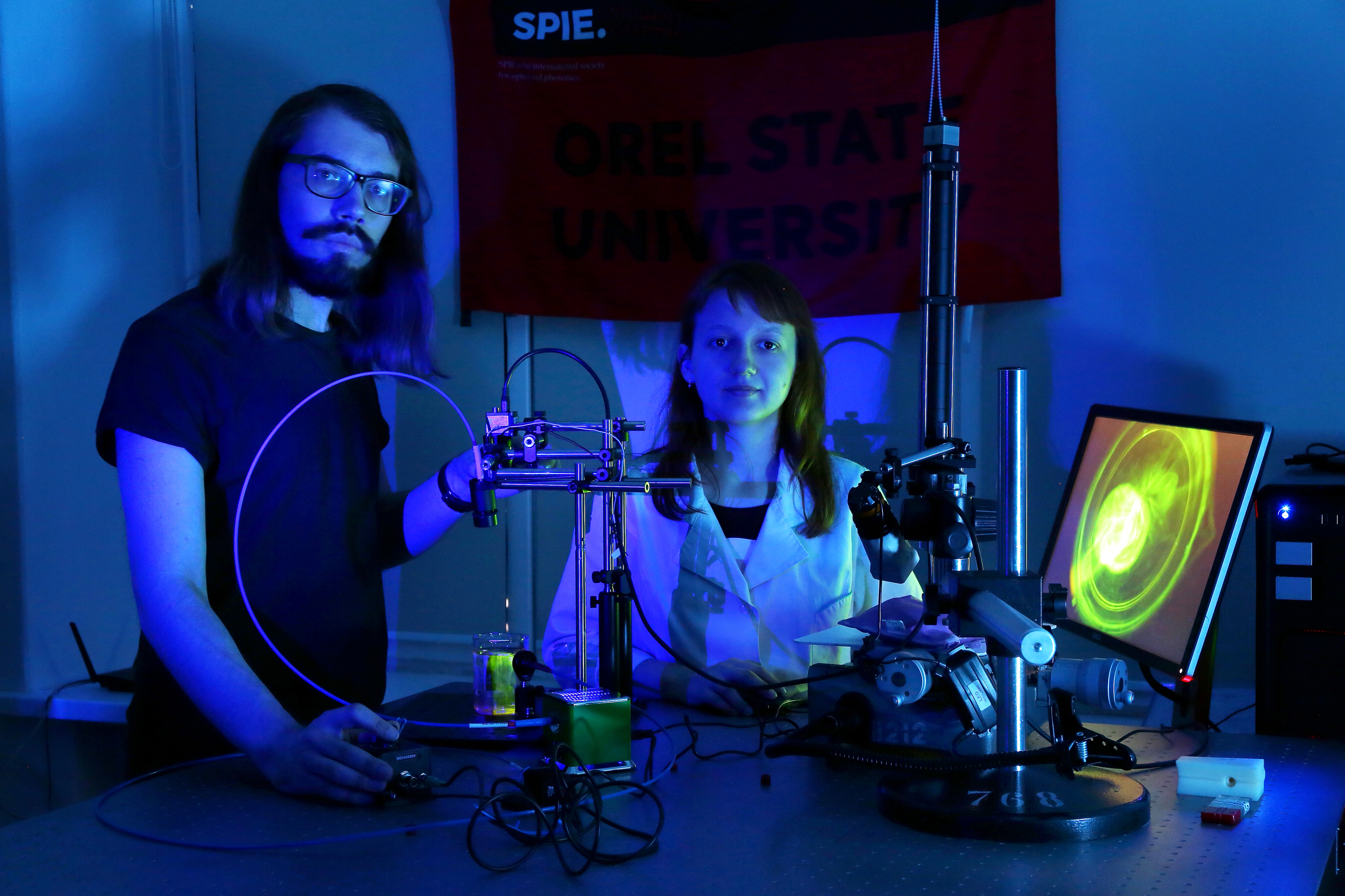
Experimento en laboratorio de fotónica biomédica, en el que se intenta controlar las variables al máximo.

Un experimento controlado a menudo compara los resultados obtenidos de muestras experimentales con muestras de control, que son prácticamente idénticas a la muestra experimental, excepto por el aspecto cuyo efecto se está probando (la variable independiente ). Un buen ejemplo sería un ensayo de drogas. La muestra o grupo que recibe el medicamento sería el grupo experimental ( grupo de tratamiento ); y el que recibe el placebo o el tratamiento regular sería el control . En muchos experimentos de laboratorio, es una buena práctica tener varias muestras replicadas para la prueba que se realiza y tener tanto un control positivo como un control negativo . Los resultados de las muestras replicadas a menudo se pueden promediar, o si una de las réplicas es obviamente inconsistente con los resultados de las otras muestras, se puede descartar como resultado de un error experimental (algún paso del procedimiento de prueba puede haber sido erróneamente omitido para esa muestra). Muy a menudo, las pruebas se realizan por duplicado o por triplicado. Un control positivo es un procedimiento similar a la prueba experimental real, pero se sabe por experiencia previa que da un resultado positivo. Se sabe que un control negativo da un resultado negativo. El control positivo confirma que las condiciones básicas del experimento fueron capaces de producir un resultado positivo, incluso si ninguna de las muestras experimentales reales produce un resultado positivo. El control negativo demuestra el resultado de la línea de base obtenido cuando una prueba no produce un resultado positivo medible. Muy a menudo, el valor del control negativo se trata como un valor de "fondo" para restar de los resultados de la muestra de prueba. Algunas veces el control positivo toma el cuadrante de una curva estándar . 
Un ejemplo que se usa a menudo en los laboratorios de enseñanza es un ensayo controlado de proteínas . Los estudiantes pueden recibir una muestra de líquido que contiene una cantidad desconocida (para el estudiante) de proteína. Es su trabajo realizar correctamente un experimento controlado en el que determinan la concentración de proteína en la muestra de fluido (generalmente llamada "muestra desconocida"). El laboratorio de enseñanza estaría equipado con una solución estándar de proteína con una concentración de proteína conocida. Los estudiantes pueden hacer varias muestras de control positivo que contienen varias diluciones del estándar de proteína. Las muestras de control negativo contendrían todos los reactivos para el análisis de proteínas pero no proteínas. En este ejemplo, todas las muestras se realizan por duplicado. El ensayo es un ensayo colorimétrico en el que un espectrofotómetro puede medir la cantidad de proteína en las muestras mediante la detección de un complejo coloreado formado por la interacción de las moléculas de proteína y las moléculas de un tinte agregado. En la ilustración, los resultados de las muestras de prueba diluidas se pueden comparar con los resultados de la curva estándar (la línea azul en la ilustración) para estimar la cantidad de proteína en la muestra desconocida. 
Se pueden realizar experimentos controlados cuando es difícil controlar exactamente todas las condiciones en un experimento. En este caso, el experimento comienza creando dos o más grupos de muestra que son probabilísticamente equivalentes, lo que significa que las mediciones de los rasgos deberían ser similares entre los grupos y que los grupos deberían responder de la misma manera si se les da el mismo tratamiento. Esta equivalencia se determina mediante métodos estadísticos que tienen en cuenta la cantidad de variación entre individuos y el número de individuos en cada grupo. En campos como la microbiología y la química, donde hay muy poca variación entre los individuos y el tamaño del grupo es fácilmente de millones, estos métodos estadísticos a menudo se omiten y simplemente se supone que dividir una solución en partes iguales produce grupos de muestra idénticos. 
Una vez que se han formado grupos equivalentes, el experimentador trata de tratarlos de manera idéntica, excepto por la única variable que desea aislar. La experimentación en humanos requiere salvaguardas especiales contra variables externas como el efecto placebo . Tales experimentos son generalmente ciego doble, lo que significa que ni el voluntario ni el investigador saben qué individuos están en el grupo de control o en el grupo experimental hasta que se hayan recopilado todos los datos. Esto asegura que cualquier efecto sobre el voluntario se deba al tratamiento en sí mismo y no sea una respuesta al conocimiento de que está siendo tratado. 
En experimentos en humanos, los investigadores pueden dar a un sujeto (persona) una estimulación a la que responde el sujeto. El objetivo del experimento es medir la respuesta al estímulo mediante un método de prueba . 

Mapa original de John Snow que muestra los grupos de casos de cólera en la epidemia de Londres de 1854

En el diseño de experimentos, se aplican dos o más "tratamientos" para estimar la diferencia entre las respuestas medias para los tratamientos. Por ejemplo, un experimento para hornear pan podría estimar la diferencia en las respuestas asociadas con variables cuantitativas, como la relación de agua a harina, y con variables cualitativas, como las cepas de levadura. La experimentación es el paso en el método científico que ayuda a las personas a decidir entre dos o más explicaciones o hipótesis en competencia. Estas hipótesis sugieren razones para explicar un fenómeno o predecir los resultados de una acción. Un ejemplo podría ser la hipótesis de que "si suelto esta pelota, se caerá al suelo": esta sugerencia puede probarse llevando a cabo el experimento de soltar la pelota y observando los resultados. Formalmente, una hipótesis se compara con su hipótesis opuesta o nula ("si libero esta bola, no caerá al suelo"). La hipótesis nula es que no hay explicación o poder predictivo del fenómeno a través del razonamiento que se está investigando. Una vez que se definen las hipótesis, se puede realizar un experimento y analizar los resultados para confirmar, refutar o definir la precisión de las hipótesis. 
Los experimentos también pueden diseñarse para estimar los efectos indirectos en las unidades cercanas no tratadas. 

### Experimentos naturales
El término "experimento" generalmente implica un experimento controlado, pero a veces los experimentos controlados son prohibitivamente difíciles o imposibles. En este caso, los investigadores recurren a experimentos naturales o cuasi-experimentos .  Los experimentos naturales se basan únicamente en observaciones de las variables del sistema en estudio, en lugar de la manipulación de una o algunas variables como ocurre en los experimentos controlados. En la medida de lo posible, intentan recopilar datos para el sistema de tal manera que se pueda determinar la contribución de todas las variables, y donde los efectos de la variación en ciertas variables permanezcan aproximadamente constantes para que se puedan discernir los efectos de otras variables. El grado en que esto es posible depende de la correlación observada entre las variables explicativas en los datos observados. Cuando estas variables no están bien correlacionadas, los experimentos naturales pueden acercarse al poder de los experimentos controlados. Por lo general, sin embargo, existe cierta correlación entre estas variables, lo que reduce la confiabilidad de los experimentos naturales en relación con lo que podría concluirse si se realizara un experimento controlado. Además, debido a que los experimentos naturales generalmente tienen lugar en entornos no controlados, las variables de fuentes no detectadas no se miden ni se mantienen constantes, y esto puede producir correlaciones ilusorias en las variables en estudio. 
Gran parte de la investigación en varias disciplinas científicas, incluyendo economía, ciencias políticas, geología, paleontología, ecología, meteorología y astronomía, se basa en cuasi-experimentos. Por ejemplo, en astronomía es claramente imposible, al probar la hipótesis "Las estrellas son nubes de hidrógeno colapsadas", comenzar con una nube gigante de hidrógeno, y luego realizar el experimento de esperar unos miles de millones de años para que forme una estrella. . Sin embargo, al observar varias nubes de hidrógeno en varios estados de colapso y otras implicaciones de la hipótesis (por ejemplo, la presencia de varias emisiones espectrales de la luz de las estrellas), podemos recopilar los datos que necesitamos para respaldar la hipótesis. Un primer ejemplo de este tipo de experimento fue la primera verificación en el siglo XVII de que la luz no viaja instantáneamente de un lugar a otro, sino que tiene una velocidad medible. La observación de la aparición de las lunas de Júpiter se retrasó ligeramente cuando Júpiter estaba más lejos de la Tierra, a diferencia de cuando Júpiter estaba más cerca de la Tierra; y este fenómeno se usó para demostrar que la diferencia en el tiempo de aparición de las lunas era consistente con una velocidad medible. 

### Experimentos de campo
Los experimentos de campo se denominan así para distinguirlos de los experimentos de laboratorio, que imponen el control científico al probar una hipótesis en el entorno artificial y altamente controlado de un laboratorio. A menudo utilizados en las ciencias sociales, y especialmente en los análisis económicos de las intervenciones educativas y de salud, los experimentos de campo tienen la ventaja de que los resultados se observan en un entorno natural y no en un entorno de laboratorio artificial. Por esta razón, los experimentos de campo a veces se consideran de mayor validez externa que los experimentos de laboratorio. Sin embargo, al igual que los experimentos naturales, los experimentos de campo tienen la posibilidad de contaminación: las condiciones experimentales se pueden controlar con más precisión y certeza en el laboratorio. Sin embargo, algunos fenómenos (por ejemplo, la participación electoral en una elección) no pueden estudiarse fácilmente en un laboratorio.

## Contraste con estudio observacional

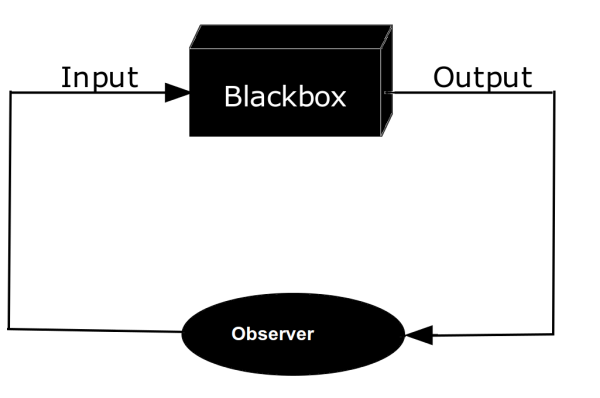
El modelo de caja negra para observación (entrada y salida son observables). Cuando hay una retroalimentación con el control de algún observador, como se ilustra, la observación también es un experimento.

Se utiliza un estudio observacional cuando no es práctico, poco ético, tiene un costo prohibitivo (o de otro modo ineficiente) ajustar un sistema físico o social en un entorno de laboratorio, controlar completamente los factores de confusión o aplicar una asignación aleatoria. También se puede usar cuando los factores de confusión son limitados o se conocen lo suficiente como para analizar los datos a la luz de ellos (aunque esto puede ser raro cuando se examinan los fenómenos sociales). Para que una ciencia observacional sea válida, el experimentador debe conocer y considerar los factores de confusión . En estas situaciones, los estudios observacionales tienen valor porque a menudo sugieren hipótesis que se pueden probar con experimentos aleatorios o mediante la recopilación de datos nuevos. 
Fundamentalmente, sin embargo, los estudios observacionales no son experimentos. Por definición, los estudios observacionales carecen de la manipulación requerida para los experimentos baconianos . Además, los estudios de observación (por ejemplo, en sistemas biológicos o sociales) a menudo involucran variables que son difíciles de cuantificar o controlar. Los estudios de observación son limitados porque carecen de las propiedades estadísticas de los experimentos aleatorios. En un experimento aleatorizado, el método de aleatorización especificado en el protocolo experimental guía el análisis estadístico, que generalmente también se especifica mediante el protocolo experimental. Sin un modelo estadístico que refleje una aleatorización objetiva, el análisis estadístico se basa en un modelo subjetivo.  Las inferencias de modelos subjetivos no son confiables en teoría y práctica. De hecho, hay varios casos en los que los estudios observacionales cuidadosamente realizados dan resultados incorrectos consistentemente, es decir, los resultados de los estudios observacionales son inconsistentes y también difieren de los resultados de los experimentos. Por ejemplo, los estudios epidemiológicos del cáncer de colon muestran consistentemente correlaciones beneficiosas con el consumo de brócoli, mientras que los experimentos no encuentran ningún beneficio.
Un problema particular con los estudios observacionales que involucran sujetos humanos es la gran dificultad para lograr comparaciones justas entre los tratamientos (o exposiciones), porque tales estudios son propensos al sesgo de selección, y los grupos que reciben diferentes tratamientos (exposiciones) pueden diferir mucho según sus covariables (edad, altura, peso, medicamentos, ejercicio, estado nutricional, etnia, historial médico familiar, etc. ) En contraste, la aleatorización implica que para cada covariable, se espera que la media para cada grupo sea la misma. Para cualquier ensayo aleatorizado, se espera alguna variación de la media, por supuesto, pero la aleatorización garantiza que los grupos experimentales tengan valores medios cercanos, debido al teorema del límite central y la desigualdad de Markov . Con una aleatorización inadecuada o un tamaño de muestra bajo, la variación sistemática en las covariables entre los grupos de tratamiento (o grupos de exposición) dificulta la separación del efecto del tratamiento (exposición) de los efectos de las otras covariables, la mayoría de los cuales no se han medido. . Los modelos matemáticos utilizados para analizar dichos datos deben considerar cada covariable diferente (si se mide), y los resultados no son significativos si una covariable no se aleatoriza ni se incluye en el modelo. 
Para evitar condiciones que hacen que un experimento sea mucho menos útil, los médicos que realizan ensayos médicos, digamos para la aprobación de la Administración de Drogas y Alimentos de los Estados Unidos, cuantifican y aleatorizan las covariables que se pueden identificar. Los investigadores intentan reducir los sesgos de los estudios observacionales con métodos estadísticos complicados, como los métodos de correspondencia de puntaje de propensión, que requieren grandes poblaciones de sujetos e información extensa sobre las covariables. Los resultados también se cuantifican cuando es posible (densidad ósea, la cantidad de alguna célula o sustancia en la sangre, fuerza física o resistencia, etc.) y no se basan en la opinión de un sujeto o de un observador profesional. De esta manera, el diseño de un estudio observacional puede hacer que los resultados sean más objetivos y, por lo tanto, más convincentes. 

## Ética
Al colocar la distribución de la (s) variable (s) independiente (s) bajo el control del investigador, un experimento, particularmente cuando involucra sujetos humanos, introduce posibles consideraciones éticas, como equilibrar el beneficio y el daño, distribuyendo de manera justa las intervenciones (por ejemplo, tratamientos para una enfermedad ), y consentimiento informado . Por ejemplo, en psicología o atención médica, no es ético proporcionar un tratamiento deficiente a los pacientes. Por lo tanto, se supone que las juntas de revisión ética suspenderán los ensayos clínicos y otros experimentos a menos que se cree que un nuevo tratamiento ofrezca beneficios tan buenos como las mejores prácticas actuales. También es generalmente poco ético (y a menudo ilegal) realizar experimentos aleatorios sobre los efectos de tratamientos deficientes o de calidad inferior, como los efectos de ingerir arsénico en la salud humana. Para comprender los efectos de tales exposiciones, los científicos a veces usan estudios observacionales para comprender los efectos de esos factores. 
Aun cuando la investigación experimental no involucra directamente a seres humanos, puede presentar preocupaciones éticas. Por ejemplo, los experimentos con bombas nucleares realizados por el Proyecto Manhattan implicaron el uso de reacciones nucleares para dañar a los seres humanos, incluso aunque los experimentos no involucraron directamente a ningún sujeto humano.

## Método experimental en derecho
El método experimental puede ser útil para resolver problemas jurídicos.

## Otras lecturas
- Dunning, Thad (2012). Natural experiments in the social sciences : a design-based approach. Cambridge: Cambridge University Press. ISBN 978-1107698000.
- Shadish, William R.; Cook, Thomas D.; Campbell, Donald T. (2002). Experimental and quasi-experimental designs for generalized causal inference (Nachdr. edición). Boston: Houghton Mifflin. ISBN 0-395-61556-9. (Excerpts)
- Jeremy, Teigen (2014). «Experimental Methods in Military and Veteran Studies».  En Soeters; Shields, eds. Routledge Handbook of Research Methods in Military Studies. New York: Routledge. pp. 228-238.